# Stiftskerk (Bassum)
De Stiftskerk Sint-Mauritius en Sint-Victor (Stiftskirche St. Mauritius und St. Viktor) is een protestants-lutherse kerk in de Nedersaksische stad Bassum (landkreis Diepholz). De kerk werd als een kloosterkerk voor het vrouwenstift Bassum opgericht. In feite is het stift te Bassum een seculier kapittel.

## Beschrijving
De stiftskerk is een middelgrote, van oorsprong gotische baksteenkerk uit de 13e eeuw. Het gebouw bestaat uit een vierkant koor met apsis, een dwarsschip met een vierkante vieringstoren en een drieschepig kerkschip.

## Geschiedenis
Waarschijnlijk werden bij een brand in 1327 het dubbele torenfront in het westen verwoest. Een brand in het jaar 1797 vernietigde de gehele middeleeuwse inrichting. In de periode 1866-1869 werd bij een restauratie het westelijk portaal door de bekende Duitse architect Conrad Wilhelm Hase vernieuwd.

## Het stift
In 858 gaf een vrouwe Liutgart haar vaderlijk erfdeel aan de Kerk en richtte een sticht op, opdat de adellijke families in de regio hun ongehuwde dochter een behoorlijke christelijke opvoeding en een dito onderkomen zouden verkrijgen. Het sticht werd ingewijd door Ansgar, aartsbisschop van Hamburg en Bremen (831–865). Liutgart werd zelf de eerste abdis. De huidige abdis van het, nog altijd bestaande, sticht is 2008 Isabell von Kameke.
Sinds 1541 is het stift evangelisch-luthers. In het stift woonden vroeger maximaal 10 stiftsdames. Anders dan in een klooster mochten zij privébezittingen hebben en mochten zij het stift verlaten. Hun hoofdtaken waren het verrichten van gebeden, o.a. voor de armen en de overledenen.
Tegenwoordig heeft het stift ook nog 10 stiftsdames (kapitteldames, Duits: Kapitularinnen), echter dienen zij – uitgezonderd de abdis en haar plaatsvervangster, de  Dechantin – niet meer in het stichtscomplex te wonen, zij wonen elders en hebben normale, "wereldlijke" beroepen. Zij voelen zich wel met het stift verbonden en komen jaarlijks voor de kapittelzitting bijeen. Ook behoeven de stichtsdames niet meer van adel te zijn.
Het stift is het begin geweest van het stadje Bassum, dat destijds Birsina heette.
Het huidige abdijcomplex  werd in 1754 onder abdis Margaretha Eleonora von Estorff (abdis van 1751 tot 1776) in vakwerkstijl gebouwd, nadat zij het vorige abdissenhuis had laten slopen. Het huidige abdissenhuis, met interessant interieur, is te bezichtigen. Men bezoeke de kapittelzaal met wandbespanning, gemaakt van een voor deze streek speciale techniek, waarbij een soort jute gebruikt is (gebouwd in 1781, gerestaureerd in 1989), en de canonicuskamer, waarin de af en toe als toezichthouder op bezoek komende canonicus logeerde. Dit vertrek heeft een fraai, deels beschilderd plafond. Naast het abdissenhuis werden rondom een binnenhof de stichtsdameshuizen gebouwd. Het sticht bezit verder nog een grote tuin en een perceel productiebos.
Nadat de laatste katholieke abdis van het stift stierf werd de reformatie ingevoerd. Het stift bleef voortbestaan als protestants klooster. In 1630 werd door de prins-bisschop van Osnabrück nog een vergeefse poging ondernomen om het stift weer katholiek te maken. In de Franse tijd werd het stift in 1811 geseculariseerd, maar al in 1814 teruggegeven. De gehele inventaris van het stift werd echter tijdens de opheffing geveild en slechts twee meubelstukken keerden terug naar het stift.
Het overgebleven gebouwencomplex is nog altijd van (cultuur)historische betekenis. Het abdissenhuis vormt er, samen met de kerk, het hart van.

## Afbeeldingen van de stichtsgebouwen

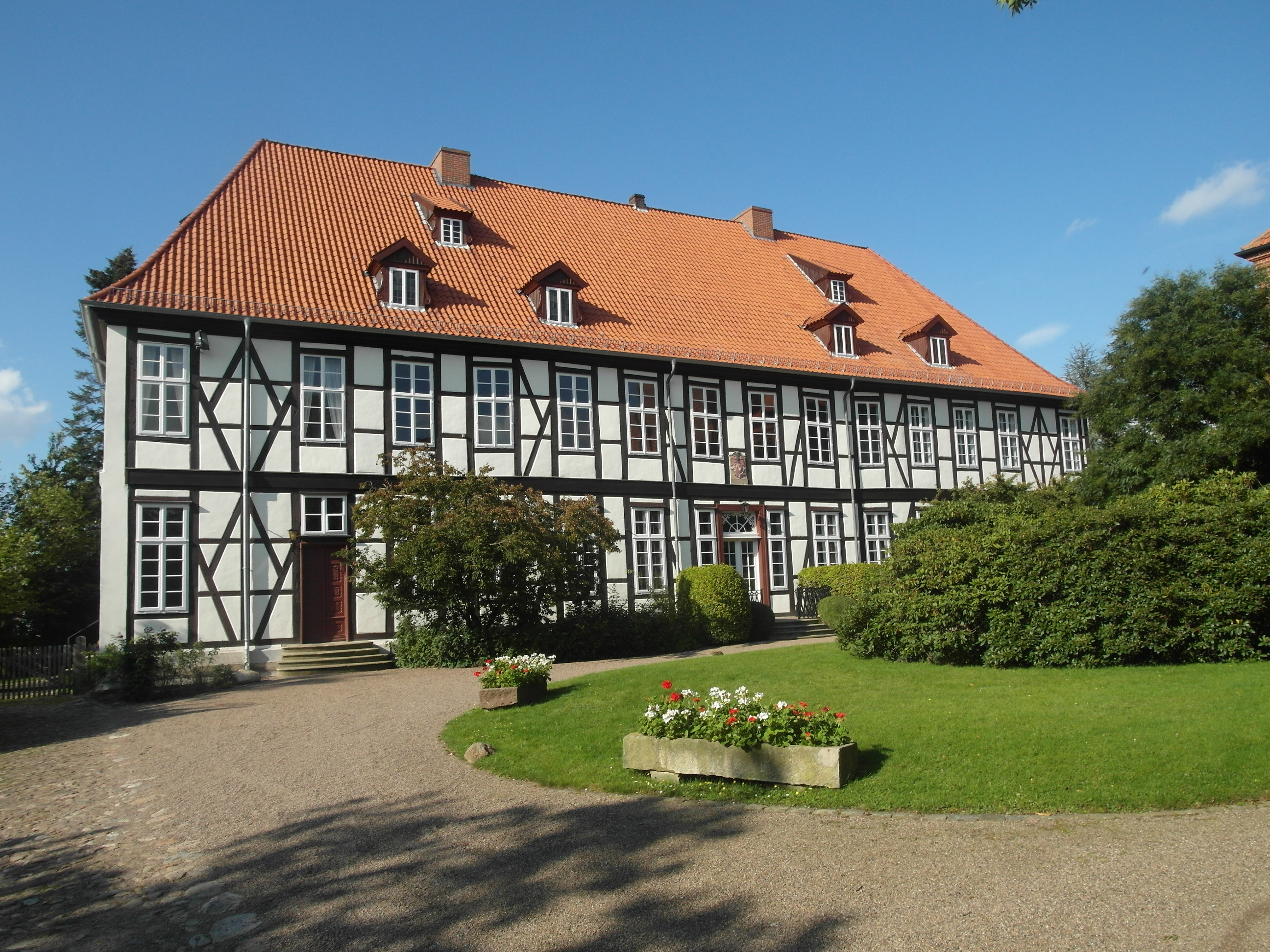
Stift Bassum – abdissenhuis
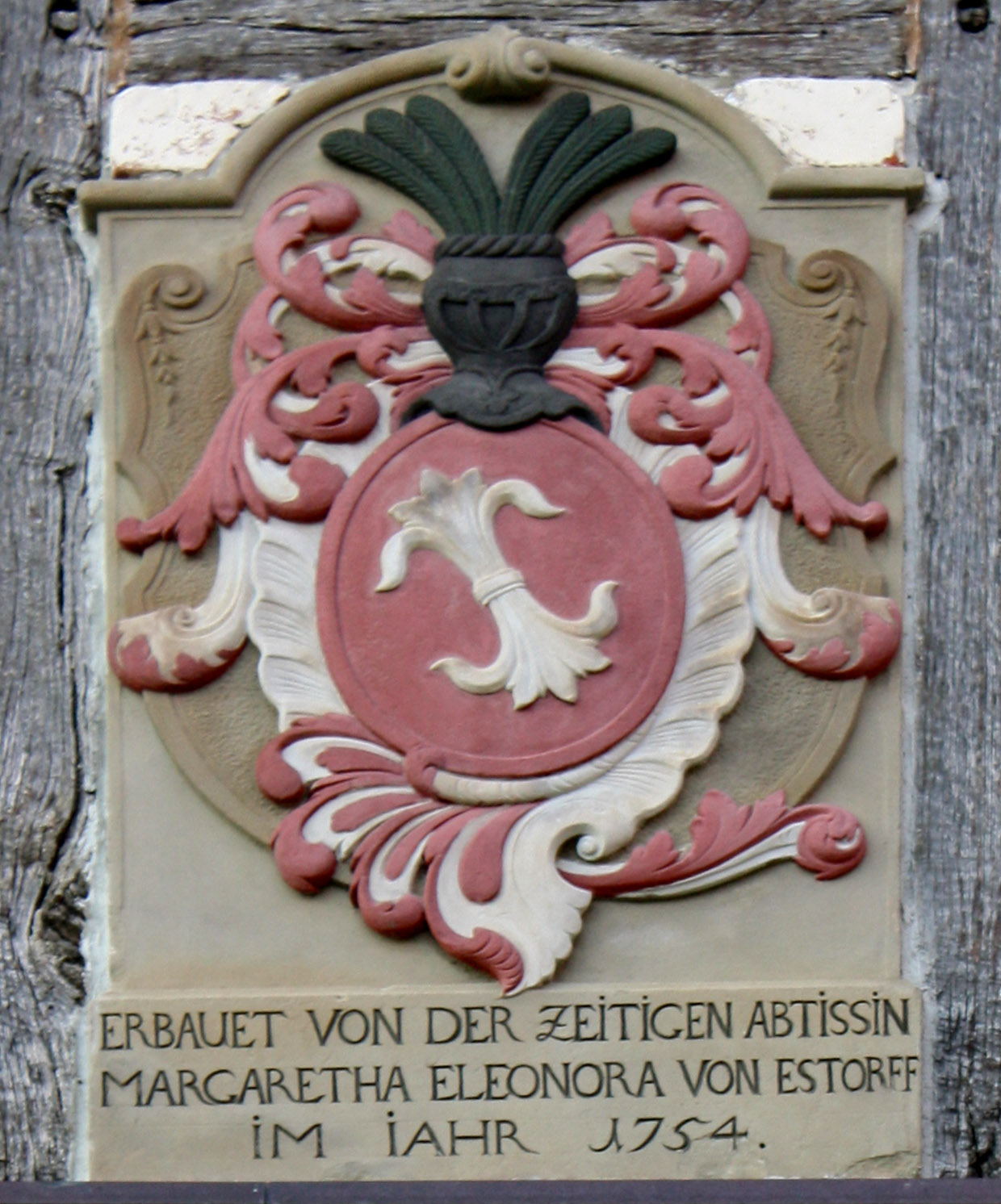
wapen van de adellijke abdis Eleonaora von Estorff (1754)
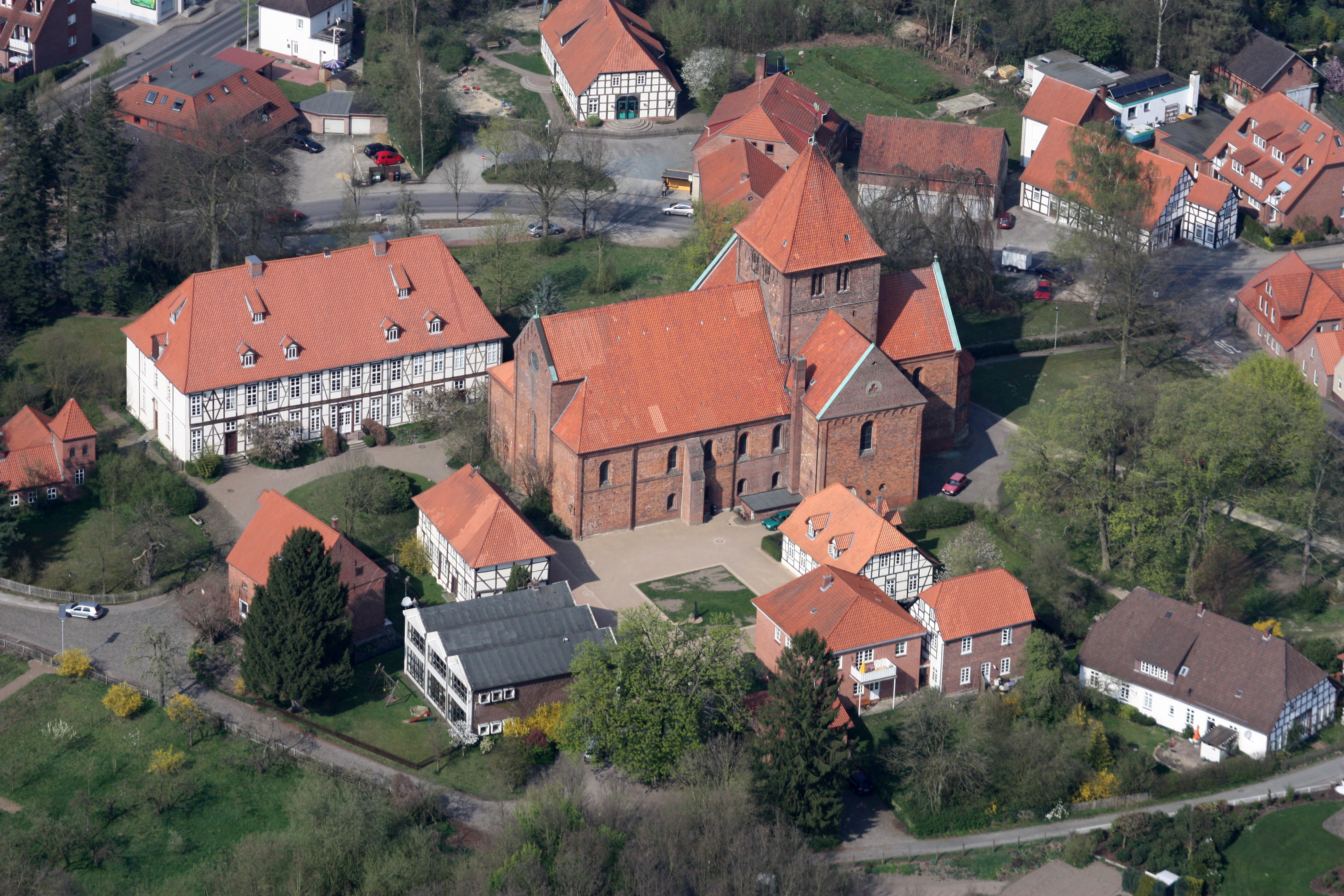
Luchtfoto 1: de witte gebouwen vormen het stichtscomplex
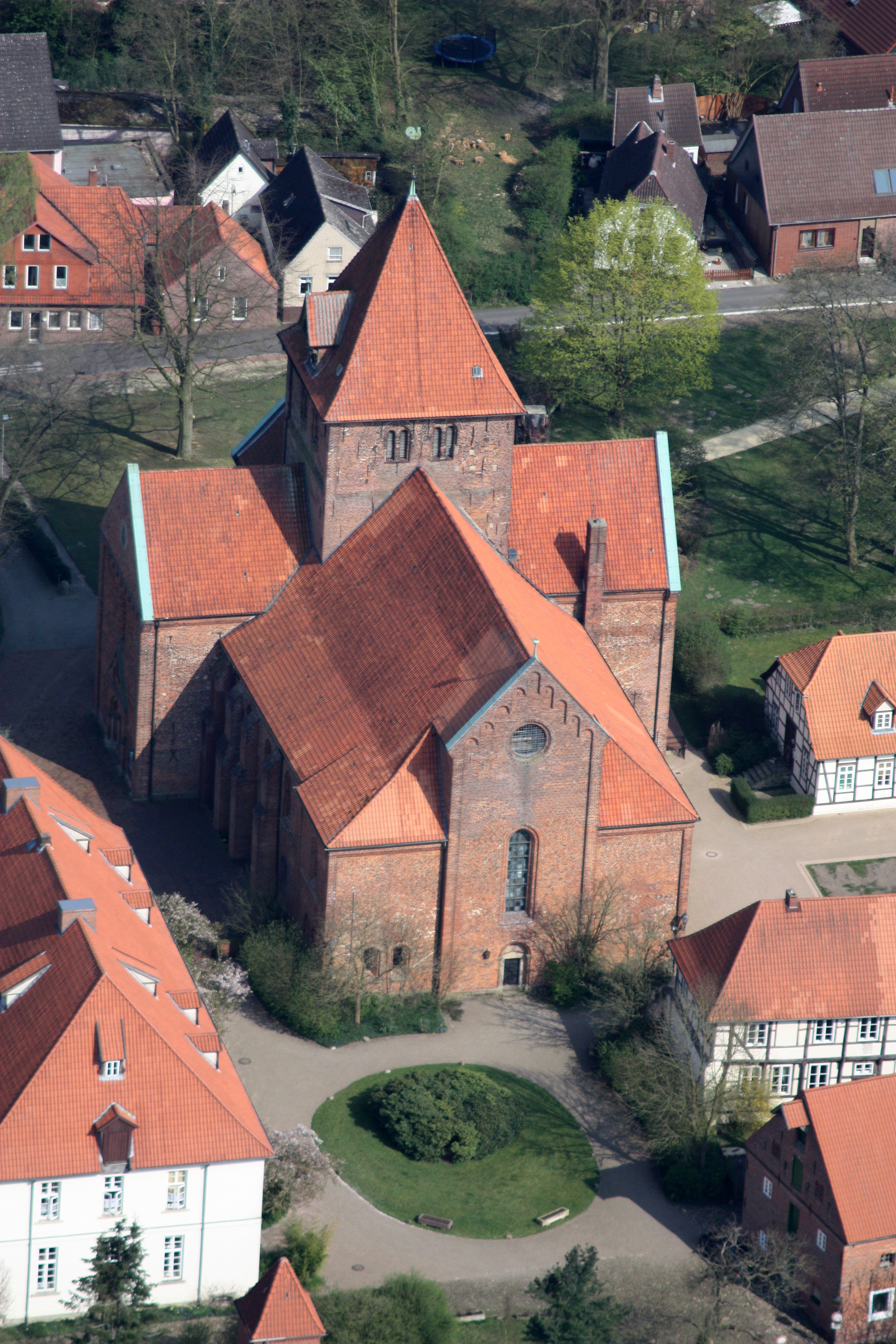
Luchtfoto van de stiftskerk
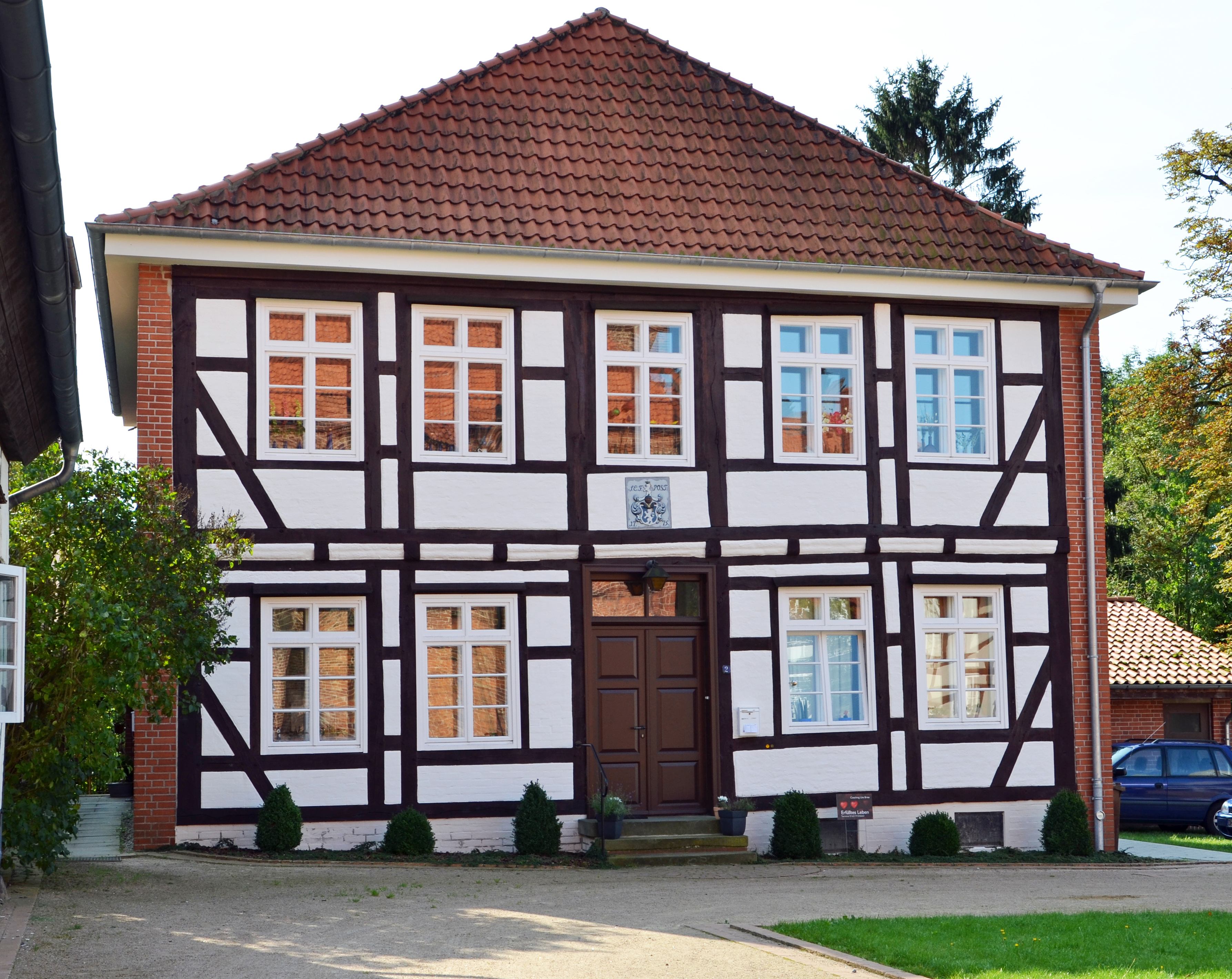
Stiftsdameshuis
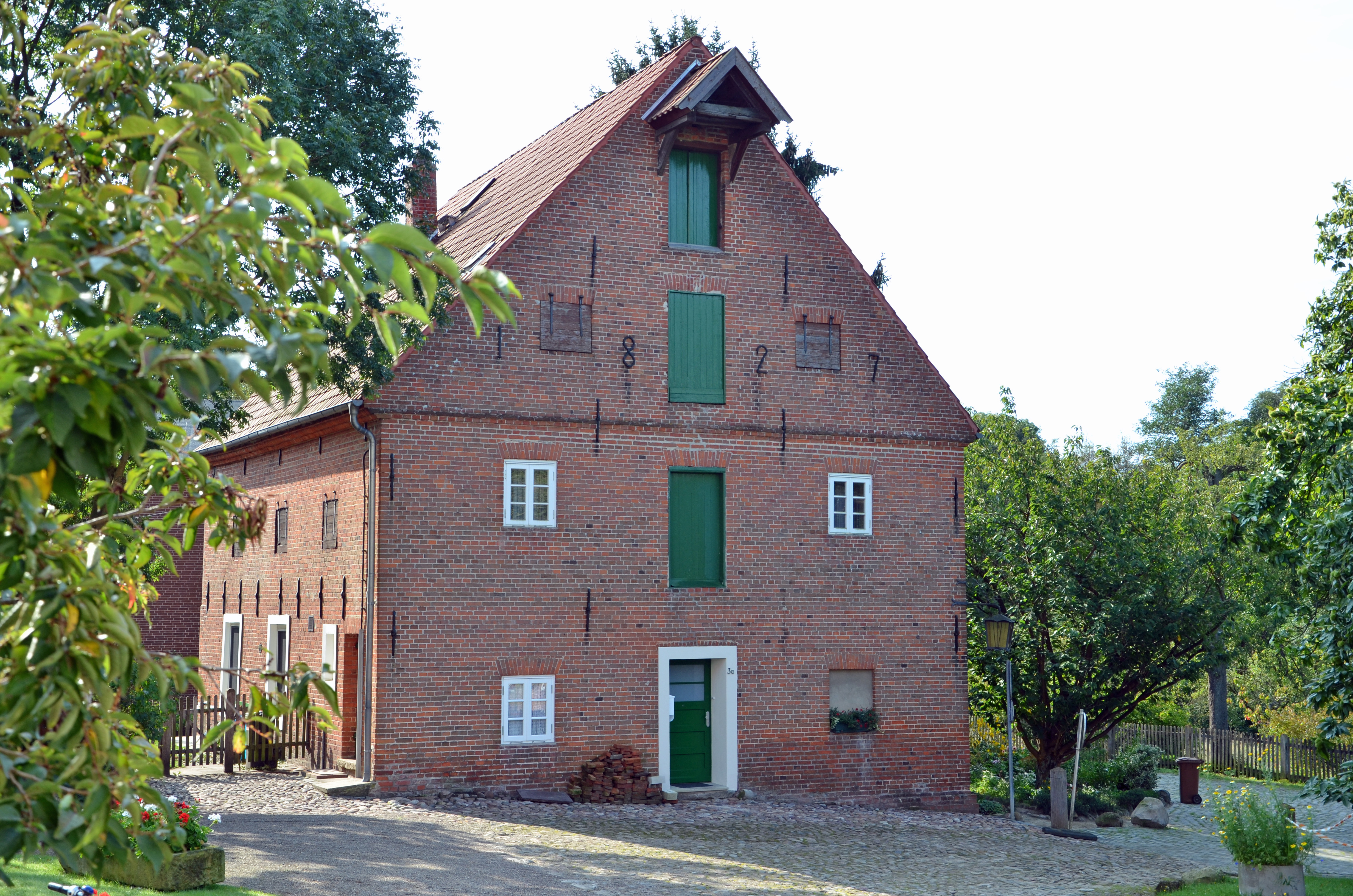
Stift 3a – voormalige schuur
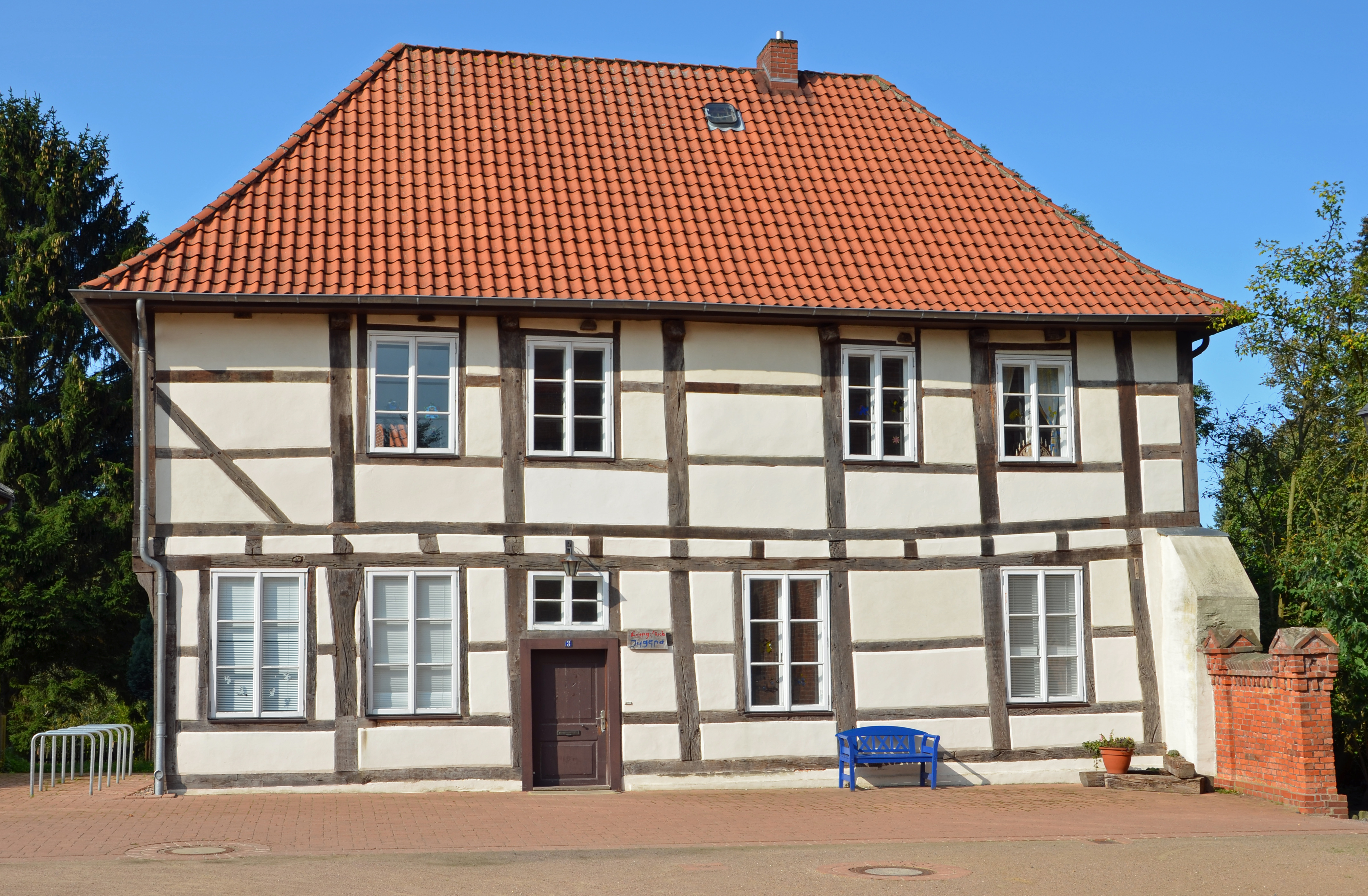
Stift 3 – Dameshuis
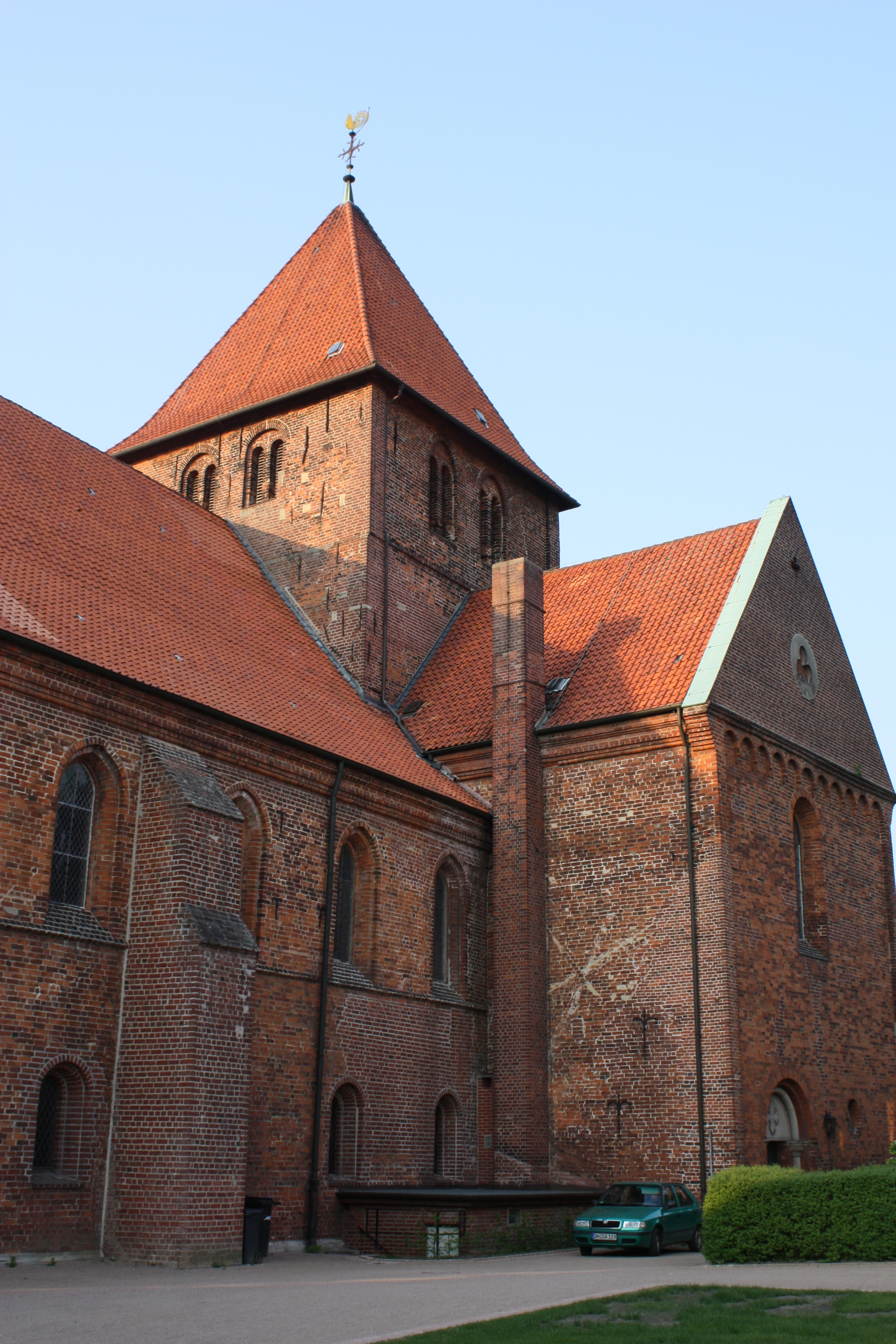
Stiftskerk Bassum
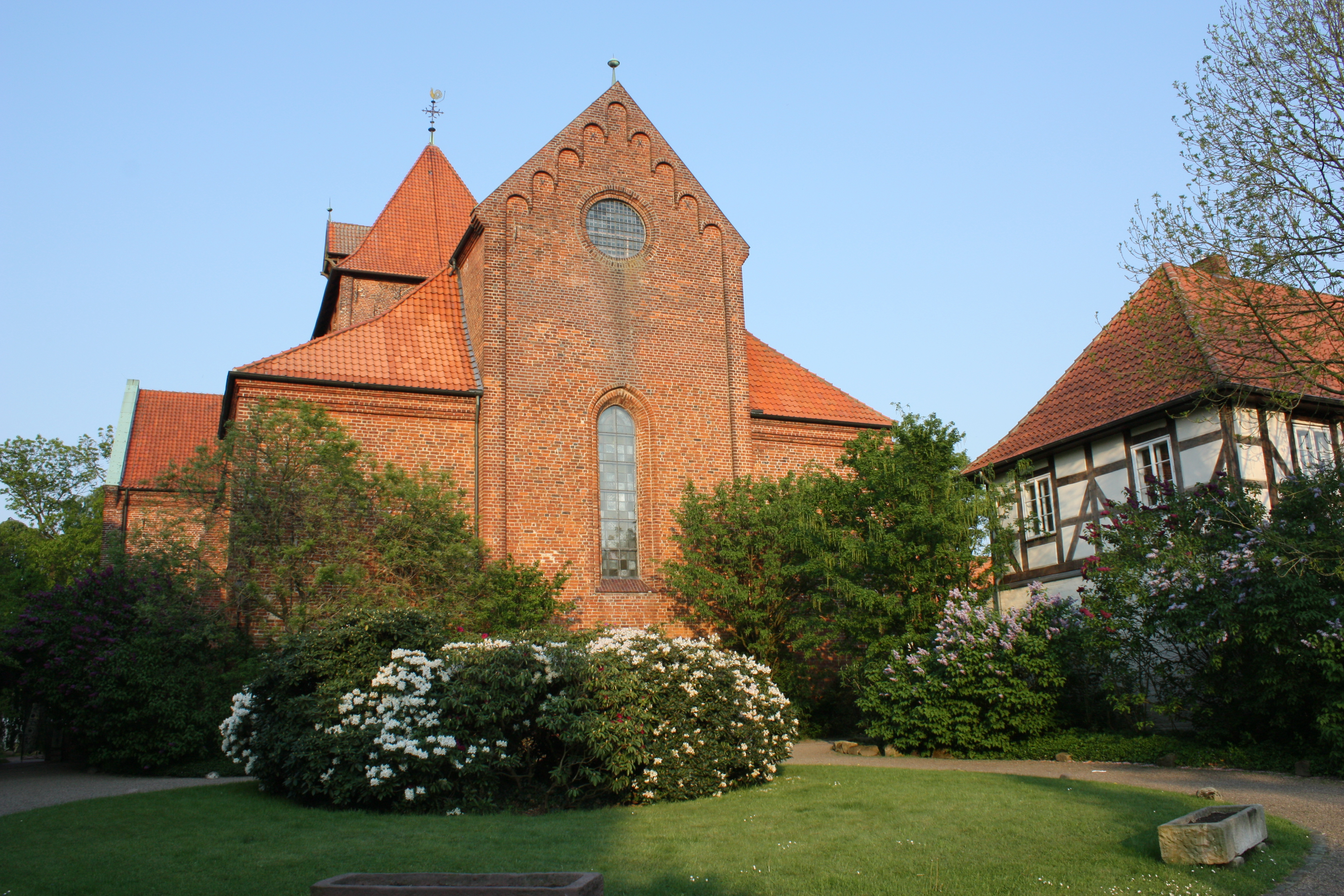
Gevel in het stichtscomplex